# Gefleckte Kleinschabe

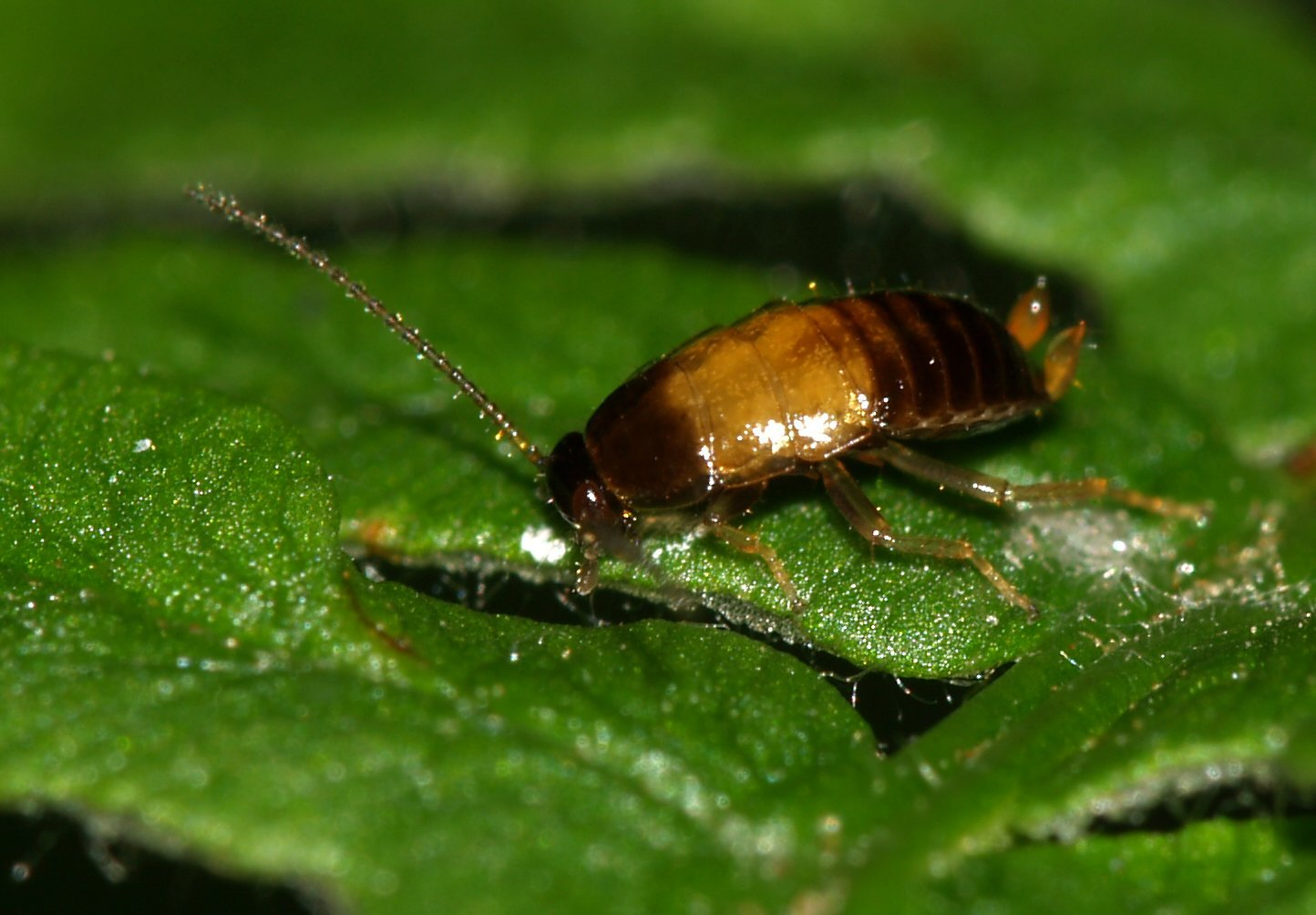
Nymphe

Die Gefleckte Kleinschabe (Phyllodromica maculata) ist eine wenig erforschte Art der zu den Schaben gehörenden Waldschaben und von Mittel- bis Osteuropa beheimatet.

## Merkmale
Beide Geschlechter sind flugunfähig.

### Weibchen
Die Körperlänge beträgt mehr als 7 mm. Der Körper ist bis auf die hellen Halsschildränder und die bräunlichen oder gelblichen Beine einheitlich dunkel gefärbt. Die Vorderflügel (Deckflügel) sind quer abgestutzt bzw. abgerundet und reichen höchstens bis zum 3. Hinterleibssegment. Sie stoßen in der Mitte zusammen. Basal und apikal weisen sie einen dunklen Fleck auf, dieser kann jedoch auch fehlen. Die Oothek besitzt 2 bis 3 schwache Längsleisten in der Nähe des Kiels.

### Männchen
Der Körper ist bis auf die hellen Halsschildränder mehr oder weniger einheitlich dunkel gefärbt. Die Vorderflügel sind undeutlich geadert, breit gerundet und besitzen in der apikalen Hälfte einen großen dunklen Fleck. Die Hinterflügel sind nur rudimentär ausgebildet und reichen höchstens bis zum 2. Tergit. Das 7. und 8. Tergit sind stark vergrößert, das 7. Tergit zudem aufgewölbt und der Hinterrand in der Mitte tief eingeschnitten. Die Drüsengrube ist groß, mit zwei vorderen und hinteren Aussackungen. Die Öffnung am Vorderrand des 7. Tergits wird vom 6. Tergit mehr oder weniger überdeckt. Die Styli (längliche Auswüchse am Ende des Hinterleibs) sind klein und ohne Schüppchen.

### Ähnliche Arten
Die Vorderflügel sind härter als die der Ectobius-Arten und weniger deutlich geädert, zudem sind sie breit gerundet, während sie bei Ectobius schmal gerundet sind. Die Hinterflügel sind bei Ectobius außerdem höchstens geringfügig kürzer als die Vorderflügel.
In Südeuropa gibt es noch weitere Arten der Gattung Phyllodromica, wie Phyllodromica subaptera oder Phyllodromica marginata. Die mitteleuropäische maculata-Gruppe der Gattung Phyllodromica enthält noch zahlreiche weitere Arten, so die länger bekannten Phyllodromica chladeki, Phyllodromica harzi, Phyllodromica hungarica, Phyllodromica marani und Phyllodromica transsylvanica sowie die erst im 21. Jahrhundert beschriebenen Arten Phyllodromica latipennis (Slowakei und Ungarn), Phyllodromica halterisignata (Rumänien) und Phyllodromica variabilis (Rumänien). Die Art Phyllodromica megerlei ist auch in Österreich zu finden.

## Verbreitung und Lebensraum
Das Verbreitungsgebiet reicht von Mittel- bis Osteuropa. Bekannt ist die Art aus Deutschland, Polen, Tschechien, Österreich, der Slowakei und der Ukraine, eventuell auch aus Rumänien.
In Deutschland ist die Art in Brandenburg (um Berlin relativ häufig), in Sachsen, Sachsen-Anhalt, Thüringen und in Baden-Württemberg und Bayern entlang der Schwäbischen und Fränkischen Alb an warmen Hängen stellenweise häufig. Neuere Nachweise gibt es auch aus Nordrhein-Westfalen. Die meisten Funde stammen aus der Region zwischen dem südlichen Ostdeutschland (Sachsen / Sachsen-Anhalt) und dem Osten Österreichs und Süden Tschechiens, bis zur slowakischen und ungarischen Grenze. In Thüringen ist die Art nur aus wenigen Fundgebieten an südseitigen, teils verbuschten Hängen bekannt, wo sie von der Boden- bis in die Strauchschicht auftritt. In Bayern lebt die Art häufig auf trockenen, grasigen Hügelflanken im Osten des Landes.
In Deutschland gilt die Art auch innerhalb ihres beschränkten Verbreitungsgebiets als lokal selten, in Thüringen als extrem selten (R), in Sachsen-Anhalt steht sie auf der Vorwarnliste (V) und in Sachsen gilt sie ebenfalls als extrem selten (R) und gefährdet mit unbekanntem Ausmaß.

## Lebensweise
Die Art ist nach manchen Literaturangaben von Mai bis September zu finden, nach anderen Literaturangaben nur in Mai und Juni und auf iNaturalist sind Sichtungen zwischen März und November verzeichnet. Die Art kommt zumindest in Thüringen nur in kleinen Populationen vor.

## Taxonomie
Die Art wurde 1781 von Johann Christian von Schreber als Blatta maculata erstbeschrieben. Ein weiteres Synonym lautet Blatta quarta Schaeffer, 1769.
Der Name Blatta maculata Schreber, 1781 ist sehr wahrscheinlich ein „junior synonym“ von Blatta schaefferi Goeze, 1781.
Unterarten
Neben dem Nominotypischen Taxon wurde noch die Unterart Phyllodromica maculata schaefferi (Goeze, 1778) beschrieben. Diese Unterart gilt jedoch als Nomen dubium.